# Société des gens de lettres

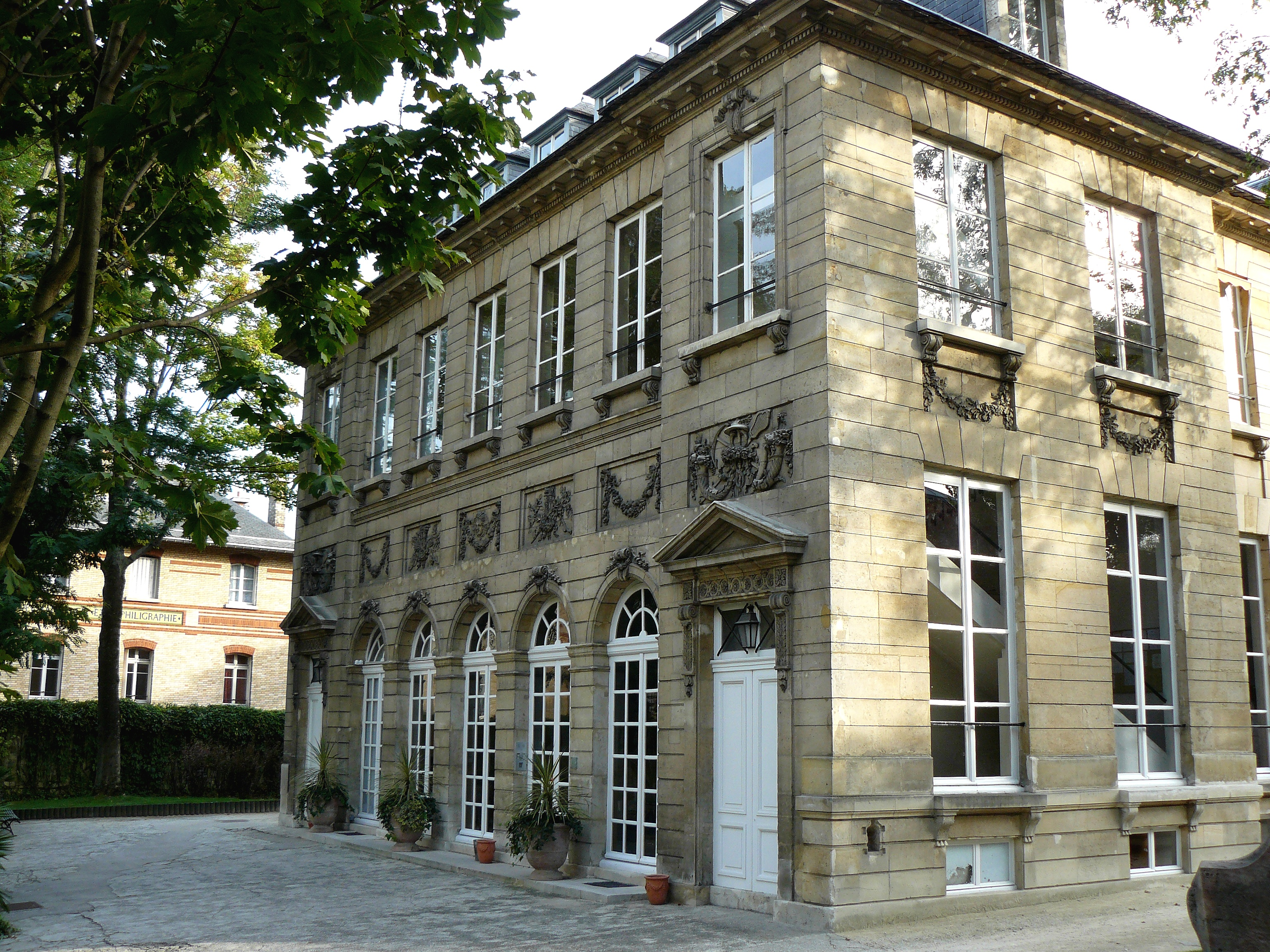
La sede della Société des gens de lettres

La Société des gens de lettres de France (Società dei letterati francesi-SGDLF) è stata fondata nel 1838 da alcuni celebri scrittori: Honoré de Balzac, Victor Hugo, Alexandre Dumas, George Sand. È un'associazione privata riconosciuta come associazione di interesse pubblico dal decreto datato 10 dicembre 1891.
In Francia è la sola associazione d'autori gestita dagli autori, che opera per difendere il diritto morale, gli interessi patrimoniali e lo statuto giuridico e sociale di tutti i letterati. Esercita un'azione di vigilanza, di riflessione e di proposte di leggi e vantaggi nuovi a beneficio della comunità degli autori. È diretta da un Comitato volontario di ventiquattro scrittori e presieduto attualmente dal romanziere François Taillandier.
L'associazione offre servizi d'aiuto sociale, d'aiuto giuridico e un servizio di deposito delle opere allo scopo di garantirne l'anteriorità in caso di controversie. Organizza ogni anno diverse manifestazioni culturali e l'attribuzione di un certo numero di premi a opere pubblicate a spese dell'editore, per un ammontare di 75 000 Euro.
La SGDL ha sede nel bellissimo Hôtel de Massa, edificio del XVIII secolo di stile classico che fu spostato, pietra per pietra, nel 1928, dalla sua ubicazione d'origine, sui  Champs-Élysées,  nell'attuale posizione, all'estremità del giardino dell'Osservatorio di Parigi, in rue du Faubourg Saint-Jacques.

## Premi della Société des gens de lettres
Sessione di primavera
- Premio attribuito all'autore per l'insieme della sua opera.
  - Gran Premio della letteratura della SGDL, creato nel 1947
  - Gran Premio di poesia della SGDL, creato nel 1983
  - Premio Paul Féval di letteratura popolare, creato nel 1984
- Premio attribuito ad un'opera
  - Gran Premio SGDL del romanzo, creato nel  1947
  - Gran Premio SGDL della novella, creato nel 1984
  - Gran Premio SGDL del libro di Storia / Saggio, creato nel  1986
  - Gran Premio SGDL del libro per la Gioventù, creato nel 1982
  - Premio di poesia  Charles Vildrac, creato nel 1973
  - Gran Premio SGDL dell'opera Multimedia

Sessione d'autunno
- Premio attribuito all'autore per l'insieme della sua opera
  - Gran Premio Poncetton della SGDL, creato nel 1970
  - Premio della Poesia Louis Montalte, creato nel 1992
- Premio attribuito a un'opera
  - Gran Premio Thyde Monnier della SGDL, creato nel 1975 in ricordo della scrittrice Thyde Monnier
  - Bourses Thyde Monnier, dal 1975
  - Bourses Poncetton

Premio attribuito alla traduzione
- Premio Halpérine-Kaminsky Consécration, dal 1993
- Premio Halpérine-Kaminsky Découverte, dal 1993
- Premio  Gérard de Nerval
- Premio Baudelaire
- Premio Maurice-Edgar Coindreau